# 朱統鉟
朱統鉟（1610年12月17日—1692年4月4日），字嘉侯、無外，號赤山，江西南昌府新建縣人，明朝宗室；明朝、南明政治人物。

## 生平
朱統鉟是寧獻王朱權的後裔，建安簡定王朱覲鍊來孫，封輔國中尉。因《宗藩條例》所限不能參與科舉，他放棄爵位以民籍應試，崇禎九年（1636年）中舉人，十三年（1640年）中進士，獲授休寧知縣。前任知縣歐陽鉉拖欠帑金數萬，與其妻子被逮捕，他檢查侵耗賠償，讓對方離去；適逢饑荒，他捐俸勸輸，救活不少饑民。張獻忠入侵安慶，操江巡撫鄭二陽傳令各縣招募五百人，只有朱統鉟訓練鄉勇、整頓器械響應；他又督促士民戒嚴守城、截獲流寇可得贓賞，因此人民以捕盜為利益，流寇很快消失。
崇禎十六年考察，补福建福州府照磨。朱統鉟遷官禮部主事，陞為禮科給事中，魯王朱以海監國時擢任僉都御史、總督，因為祖母去世回鄉，人們都覺得可惜。

## 家庭
- 宜人曹氏（1609年4月23日－1668年1月19日）[6]
- 妾金氏（1612年7月31日－1676年2月9日）[6]
- 妾羅氏（1620年8月30日－1679年5月25日）[6]
- 妾蕭氏（1630年6月19日－1695年10月23日）[6]
- 妾易氏（1640年8月28日－1709年2月28日）[6]
- 兒子朱議澋、朱議淳、朱議泊、朱議洪、朱議潢、朱議薄、朱議泓[6]

## 引用
1. ↑  《崇祯十三年庚辰科进士三代履历》：朱统鉟，曾祖拱楗，诰封辅国将军；祖多熯，诰封奉国将军；父谋敖，诰封镇国将军。赤山，诗三房，庚申年十一月初四日生，宗籍新建县人，丙子四名，会试九十五名，三甲三十四名，吏部观政，本年授休宁知县。
2. 1 2  錢海岳《南明史·卷二十七·列傳第三》：統鉟，字無外，寧中尉謀敖子。崇禎十三年進士，授休寧知縣。張獻忠入皖，三日出甲士五百，保守一邑。遷禮部主事，轉禮科給事中。魯王擢僉都御史、總督，以母老歸隱。
3. ↑  民國《盱眙朱氏八支宗譜·卷二》：封建安王諡簡定，為建安支祖 覲鍊→宸洪→拱槤→多薰→謀敖→統鉟
4. ↑  同治《新建縣志·卷三十二·科第》：崇禎九年丙子鄉試……朱統鉟 省志作南昌人……崇禎十三年庚辰魏藻德榜 朱統鉟 字無外，禮科給事中
5. ↑  同治《新建縣志·卷四十三·忠義》：朱統鉟，字嘉侯，建安宗藩，崇禎進士。授休寧令，前令歐陽逋帑金數萬，妻皆被逮，統鉟搜剔蠧侵以償俾脫然歸，值歲大祲，捐俸勸輸，活饑民無算。獻賊犯安慶，操江傳檄各邑募甲士五百，他邑無以應，統鉟獨練鄉勇、整器械赴之，又督紳士戒嚴固圉，邑恃以無恐。時境內土寇蜂起，令各村連絡要截，即以所獲贓賞之，自是民以捕盜為利，不旬日盜止。陞禮科給事中，會丁祖母艱，遂解綬去，人咸惜之。 楊志、邸志
6. 1 2 3 4 5 6  民國《盱眙朱氏八支宗譜》·卷五：謀敖三子 統鉟 字嘉侯，一字無外，號赤山，封輔國中尉。明萬厯三十八年庚戌十一月初四日亥時生，時宗姓不得赴制科，遂棄爵為諸生中式，明崇正丙子科鄉試舉人，明崇正庚辰科進士，即授休甯令，前令歐陽逋帑金數萬，妻孥皆被逮，公搜剔蠧侵以償俾脫然歸，值辛巳歲大荒，捐廉勸輸，活饑民無算。憲賊犯安慶，操江傳檄各邑募甲士五百，他邑無以應，公獨練鄉勇、整器械赴之，又督紳士戒嚴固圉，邑恃以無恐。時境內土寇蜂起，令各村連絡要截，即以所獲贓賞之，自是民以捕盜為利，不旬日盜止。陞禮科給事中，會丁祖母艱，遂解綬，人咸惜之，事載賢良傳、省志、府志。明崇正十五年壬午江南典試，陞禮科給事中，清康熙三十一年壬申二月十九日丑時卒，葬鄧坊山，享壽八十三。宜人氏曹，明萬厯三十七年己酉三月廿一日巳時生，清康熙六年丁未十二月初七日卒，厯年五十九；氏金，明萬厯四十年壬子七月初五日申時生，清康熙十四年乙卯十二月廿七日午時卒，享壽六十四；氏羅，明萬厯四十八年庚申八月初四日辰時生，清康熙十八年己未四月十七日卯時卒，享壽六十；氏蕭，明崇正三年庚午五月初十丑時生，清康熙三十四年乙亥九月十七日辰時卒，享壽六十六；氏易，明崇正十三年庚辰七月十三日子時生，清康熙四十八年己丑正月二十日子時卒，享壽七十；俱與夫合葬。子七：議澋、淳、泊、洪、潢、薄、泓。